# الثالوث المقدس للقديس سيرغي
الثالوث المقدس للقديس سيرغي (بالروسية: Тро́ице-Се́ргиева ла́вра)، هو أهم دير روسي، والمركز الروحي للكنيسة الروسية الأرثوذكسية. يقع الدير في بلدة سرغيايف بوساد، على بعد حوالي 70 كم إلى الشمال الشرقي من موسكو على الطريق المؤدي إلى ياروسلافل، وهو الآن موطن لأكثر من 300 راهب.

## تاريخ
أُسس في عام 1337 من قِبل الراهب سيرغي من رادانيج (بالروسية: Сергий Радонежский)، وكان الدير في وقت لاحق مصدرًا للفخر والإلهام لشعب روسيا.
في العصور الوسطى لعب الدير دورًا هامًا في الحياة السياسية في شمال شرق روسيا.

## أعلام
- فيودور الثاني
- أليكس الأول من موسكو
- بوريس غودونوف
- سيريل بافلوف